# Wolfgang Zocher
Wolfgang Heinz Zocher (* 19. August 1944 in Wuppertal) ist deutscher Industriekaufmann (fachgeprüfter Bestatter an der Handwerkskammer Düsseldorf) und war als Bestattungsunternehmer in Wuppertal tätig.

## Leben und Wirken

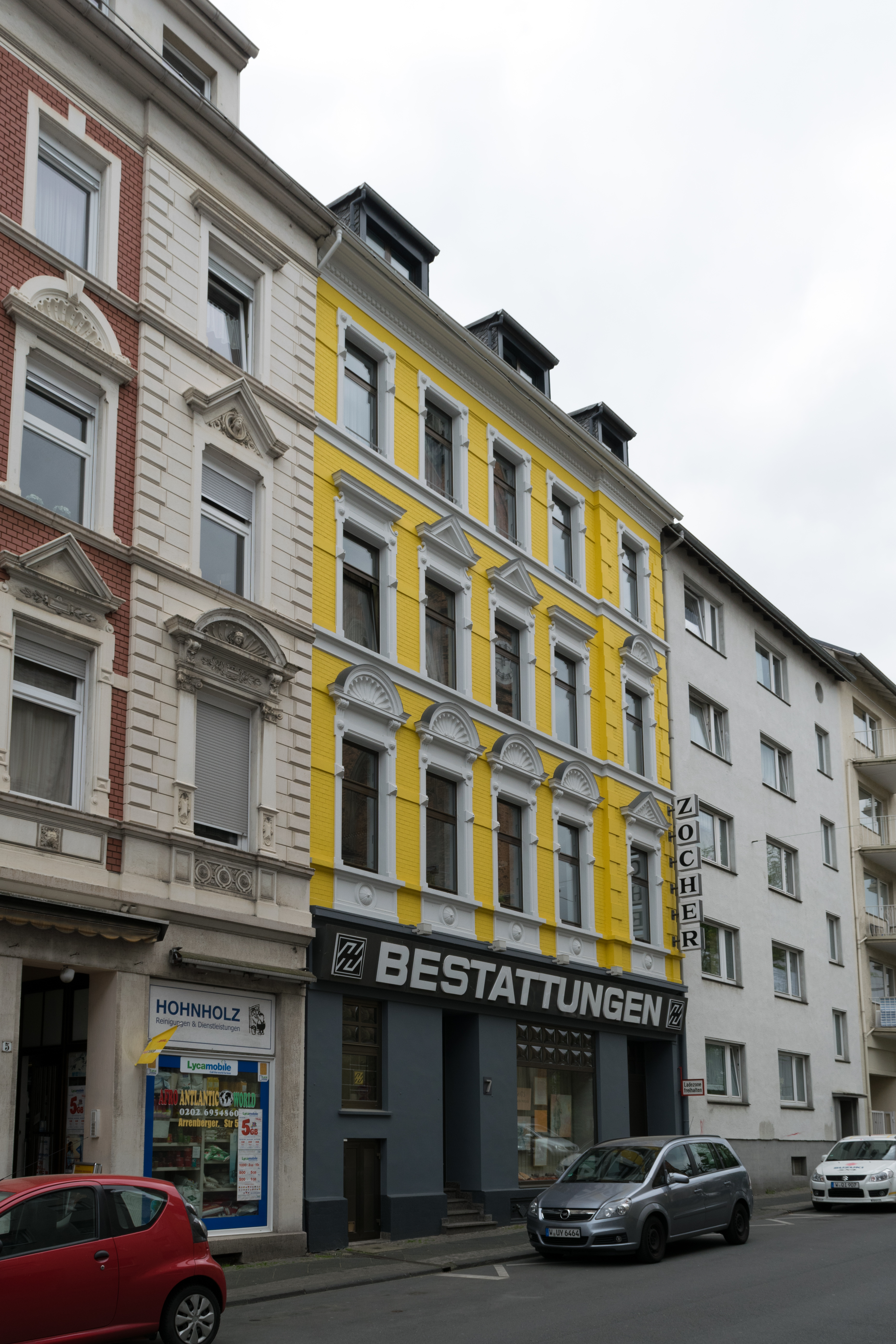
Zocher Bestattungen

Zocher Bestattungen besteht schon als Familienbetrieb seit 1905 im Wuppertaler Quartier Arrenberg. Zocher leitete auch die Bathen Bestattungen in Wuppertal (vier Bestattungsunternehmen).
Zocher war bis 1990–1993 zunächst Vizepräsident dann bis 2005 Präsident des Bundesverbandes Deutscher Bestatter (BDB), Claus-Dieter Wulf wurde sein Nachfolger. Zocher, der nicht mehr kandidierte, wurde zum Ehrenpräsident gewählt. Auch war er Präsident im Europäischen Bestatterverband (European Federation of Funeral Services, EFFS) sowie 1993–1999 Mitglied im Vorstand der Europäischen Bestatterunion (EBU) und dann bis 2005 Präsident. Von 2002 bis 2004 war er Präsident des Weltverbandes der Bestatter (Fédération Internationale des Associations de Thanatoloques (FIAT) und er International Federation of Thanatologists Associations (IFTA)), wo er nun auch jeweils Ehrenpräsident ist.
Weiter war er ab 2006 Vorstandsmitglied der Handwerkskammer Düsseldorf, der Kammervollversammlung gehörte er seit 2001 an. Von 2001 bis 2004 war er Mitglied des Präsidiums des Zentralverbandes des Deutschen Handwerks. Neben der Tätigkeit als selbstständiger Bestattungsunternehmer ist er Aufsichtsratsvorsitzender der Bestattungsvorsorge Treuhand AG, Düsseldorf.
Das Bestattungsunternehmen Zocher wird nun (Stand 2014) von seinem Sohn Arne (* 1971) geführt.

## Auszeichnungen
- 1997 – Verdienstkreuz am Bande der Bundesrepublik Deutschland
- 2001 – Sprachpanscher des Jahres
- 2003 – Handwerkszeichen in Gold vom Zentralverband des Deutschen Handwerks[9]
- 2004 – Ehrenpräsident Weltverband der Bestatter
- 2004 – Verdienstkreuz 1. Klasse der Bundesrepublik Deutschland[10]
- 2005 – Ehrenpräsident Bundesverband Deutscher Bestatter
- 2006 – Silberne Medaille der Handwerkskammer Düsseldorf[11]
- 0000 – Ehrenpräsident European Federation of Funeral Services
- 0000 – Goldene Ehrennadel des Landesverbandes Nordrhein-Westfalen der Bestatter
- 0000 – Goldene Ehrennadel des Bundesverbandes der Bestatter